# Hameed
Hameed ist ein männlicher Vorname und Familienname.

## Herkunft und Bedeutung
Hameed ist die an die englische Sprache angepasste Schreibweise des arabischen Namens Hamid (zur Bedeutung siehe ebenda).

## Namensträger

### Vorname
- Akhtar Hameed Khan (1914–1999), pakistanischer Entwicklungs-Aktivist und Sozialwissenschaftler

### Nachname
- Abdul Cader Shahul Hameed (1928–1999), sri-lankischer Politiker
- Asghar Hameed (1919–2002), pakistanischer Mathematiker und Ahmadi
- Faritz Hameed (* 1990), singapurischer Fußballspieler
- Khalid Hameed, Baron Hameed (* 1941), britischer Politiker